# المنذر الثالث بن الحارث
المنذر بن الحارث والمعروف لدى الإغريق بـ (Flavios) Alamoundaros ((Φλάβιος) Ἀλαμούνδαρος)، هو أحد ملوك الغساسنة ما بين 569 و581. خلف والده الحارث بن جبلة في زعامة قبيلته وتحالفه مع الإمبراطورية البيزنطية. ورغم انتصاراته المهمة على المناذرة حلفاء الإمبراطورية الفارسية، إلا أن علاقته مع البيزنطيين تدهورت أثناء فترة حكمه بسبب عقيدته المونوفيزية. وكانت عقيدة البيزنطيين هي الخلقيدونية المتضادة مع المونوفيزية.
شارك المنذر البيزنطيين في حملتهم العسكرية على قطيسفون إلى جانب موريكيوس القائد البيزنطي والإمبراطور القادم. وبسبب فشل الحملة، شبّ خلافٌ بين القائدين واتهم موريكيوس المنذر بالخيانة. أُلقي القبض بعدها على المنذر واقتيد إلى القسطنطينية ولكنه لم يحاكَم. أعتقل المنذر أثار انتفاضة للغساسنة يقودها ابن المنذر النعمان بن المنذر الغساني. ولما تولى موريكيوس الحكم سنة 582، نفي المنذر إلى صقلية. وتحدثت بعض المصادر عن عودته إلى موطنه بعد الإطاحة بموريكيوس سنة 602.

## سيرته

### بداياته
كان المنذر بن الحارث بن جبلة، حاكم قبيلة الغساسنة والبلطجة العليا للفرعيين العرب في الحدود الشرقية بيزنطية، وقد كانوا منافسين قبيلة لخم، وهي قبيلةٌ عربيةٌ قويةٌ، وكانت متحالفةً مع الخصم الرئيسي للدولة البيزنطية، الإمبراطورية الفارسية الساسانية. وقد تم التأكيد من أن المنذر كان وريث والده في وقتٍ مبكرٍ من عام 563م، خلال زيارة الأخير للقسطنطينية، وأصبح ملكًا بعد وفاة الحارث عام 569م، ويبدو أن المنذر ورث الألقاب البيزنطية عن والده لأول مرةٍ، لأنها لم تكن وراثيةً، وتقلد رتبة بطريك patricius، كتسميةٍ شرفيةٍ (الأكثر شرفاً) ورتبة الشرف المرموق اللامع " Flavius "، يحملها الأباطرة البيزنطيين والقناصل فقط.
بعد فترةٍ وجيزةٍ من موت الحارث، تعرضت منطقة الغساسنة للهجوم من قبل قابوس بن المنذر، حاكم لخم الجديد، الذي سعى للاستفادة من فترة الأوضاع الصعبة التي مروا بها، تم صد قوات قابوس وقام المنذر بغزو أراضي لخم بدوره، وحاول الاستيلاء على الكثير من الأموال، وعندما عاد هاجم اللخميون الجيش الغساني مرةً أخرى، لكنهم تعرضوا لهزيمةٍ كبيرةٍ، وقد طلب الملك من الإمبراطور أن يعطيه ذهب وأموال وهذا ما أغضب الإمبراطور كثيرًا وأمر بإحضاره وقتله، ولكن المنذر اكتشف الأمر وهذا ما أدى إلى قطع علاقته مع البيزنطيين خلال حربهم مع الساسانيين الذي بدأ سنة 572م.

### التحالف مع بيزنطة مرةً أخرى
اعتمد البيزنطيون على الغساسنة لتغطية الحدود في الشام، وترك انسحاب المنذر فجوةً في الجناح الجنوبي البيزنطي، الذي استمر لمدة ثلاثٍ سنواتٍ حتى عام 575م عندما عاد المنذر إلى الولاء البيزنطي من خلال وساطة الجنرال جستنيان الأول، الذي التقى بالمنذر، في مدينة التي يمكن القول إنها أكبر مدينةٍ في العالم العربي وأكثرها ثراءً، وأكثرها حيويةً ثقافيًا في ذلك الوقت، تبرع المنذر بالكثير من المال من حملة على الأديرة والفقراء، وقد أصبح من جديدٍ الوكيل الرسمي الرئيسي والعميل لبيزنطة.
توقف الحرب مع بلاد فارس بهدنةٍ لمدة ثلاث سنواتٍ تم الاتفاق عليها في عام 575م، وفي عام 578، تجددت الحروب من جديد، لكن المصادر الموجودة عن تلك الفترة الوجيزة لم تذكر أي مشاركةٍ غسانيةٍ خلال العامين الأولين بعد عودة النزاع. شارك المنذر برفقة اثنين من أبنائه بمناسبة في بيزنطة، وتم استقباله بسخاءٍ، في هذه المناسبة، قدمت له العديد من الهدايا، كما قُدم له أيضاً تاجٌ ملكيٌ، بدلاً من التاج الأبسط الذي حصل عليه من قبل. وعندما كان في القسطنطينية، حصل منذر على إذنٍ من الإمبراطور لعقد مجلسٍ للنقاش حول الكنائس المونوفيزية، والذي انعقد في 2 مارس 580م. وقد تمكن هذا المجلس، ولو لفترةٍ وجيزةٍ، من التوفيق بين مختلف الطوائف والمذاهب المسيحية، وكان ذاك هدفاً سعى إليه المنذر طويلًا، عندما تدخل في الشجار بين يعقوب برادايوس وبولس الأسود، بطريرك مونوفويزي أنطاكي، قبل مغادرة العاصمة الإمبراطورية، حصل الحاكم الغساني أيضًا على تعهد من الإمبراطور بوقف اضطهاد المونوفيزية. عندما عاد إلى البلاد، اكتشف منذر أن اللخميين والفرس كانوا قد استخدموا غيابه لمداهمة مناطقه، ولكنه جمع قواته وهاجمهم وتمكن من دحر قواتهم وحصل على غنائم.
في صيف عام 580 أو 581، ذهب المنذر إلى مدينة قرقيسيا على نهر الفرات، حيث انضم إلى القوات البيزنطية في إطار القوة العسكرية الجديدة للإمبراطور موريس، لحملته في عمق الأراضي الفارسية، لكنهم وجدوا الجسر فوق نهر الفرات قد دمره الفرس. كان الانسحاب شَاقًّا للجيش المنهك، وتبادل موريس والمنذر الاتهامات المضادة لفشل الرحلة، تعاون كلٌ من المنذر وموريس في إجبار أدارماهران القائد الفارسي على الانسحاب، وهزمه في كالنيكوم، وطردوه إلى أراضيه، وعندما عادوا علم المنذر أن الفرس واللخميين كانوا يعدّون لهجومٍ آخرٍ على مملكته، وقد حاربهم على الفور والتقى الجيشان وتمكن من هزيمتهم هزيمةً قويةً وسيطر على معسكرهم، وكان هذا آخر انتصارٍ له في حربٍ.

### الاعتقال والنفي
على الرغم من نجاحاته، فقد اتهم المنذر من قبل موريس بالخيانة خلال الحملة السابقة، وادعى موريس أن المنذر قد كشف عن الخطة البيزنطية إلى الفرس، الذين شرعوا بعد ذلك في تدمير الجسر فوق نهر الفرات. يصف المؤرخ جون أفسس هذا التأكيد كذباً صريحاً، لأن النوايا البيزنطية يجب أن تكون واضحةً للقادة الفارسيين، وقال أن العرب دائمًا يعتبرون خائنين بسبب مذهبهم المونوفيزي.
أمر تيبيريوس باعتقاله، وتم وضع فخٍ للملك الغساني، حيث استدعي إلى القسطنطينية للإجابة على اتهاماتٍ بالخيانة، اختار المنذر صديقه، أمين المتحف ماغنوس، كمدافعٍ عنه، كان ماغنوس على الأرجح من البيزنطيين، من حوارين (إيفاريا)، هناك بنى كنيسةً، ودعا المنذر للانضمام إليه وبطريرك أنطاكية غريغوري في مراسم التفاني، ذهب مع زوجته وثلاثةٍ من أطفاله في العاصمة، تمت معاملته بشكلٍ جيدٍ من قبل تيبيريوس، الذي سمح له بالإقامة المريحة والإعانة، وقد ذكر أن تيبيريوس لم يصدق التهم التي ألصقت بالمنذر لكنه أمر باعتقاله فقط من أجل إسكات المعادين للمونوفيزية في بيزنطة. في هذه الأثناء، أدى اعتقال المنذر إلى ثورةٍ قادها أبناؤه الأربعة، وخاصة البكر الأكبر، النعمان، وهو رجلٌ وصفه جون أفسس بأنه أكثر قدرةً وحربًا من والده. لمدة عامين، شنّ الجيش الغساني غاراتٍ على المناطق البيزنطية من قواعدها في الصحراء، حتى تمكنوا من كسر قوات بيزنطة في المنطقة العربية وقتل قائدهم الدوكس في معركةٍ في بصرة، رد تيبيريوس بقيامه بجعل أخٍ غير شقيقٍ للمنذر ملك الغساسنة بسرعةٍ، ولكن الملك الجديد توفي بعد عشرين يومًا فقط، كما حقق ماغنوس بعض النجاح في إخضاع أو تخريب ولاء بعض القبائل العربية الصغيرة بعيدًا عن الغساسنة. توفي ماغنوس قبيل وفاة تيبيريوس في أغسطس عام 582، ومع صعود موريس إلى العرش، سافر النعمان إلى القسطنطينية لتحقيق مصالحة مع بيزنطة. وبدلاً من ذلك، تم اعتقاله أيضًا وحوكم وحُكم عليه بالإعدام، وسرعان ما خُفف إلى مكان الإقامة الجبرية.
ظل المنذر في القسطنطينية حتى وفاة تيبيريوس وانضمام موريس وبعدها تم نفيه إلى صقلية من الوقت. مكتوبٌ في سجلٍ سريانيٍ من القرن الثالث عشر أنه بعد قتل الإمبراطور موريس سنة 602، سُمح للمنذر بالعودة إلى دياره وتوفي هناك.

## إرثه
استمر المنذر بطرقٍ عديدةٍ على خطى والده، كان حليفًا عَسْكَرِيًّا ناجحًا للبيزنطيين، خاصةً ضد إخوانه من العرب، رجال قبيلة لخم، وأمّن الجناح الجنوبي لبيزنطة ومصالحها السياسية والتجارية في شبه الجزيرة العربية، بقي مخلصًا لبيزنطة كدولةٍ مسيحيةٍ بامتياز، وكما كتب عرفان شهيد، ربما كانت سيرة المنذير الذاتية هي سيرةٌ مصغرةٌ مثل «قتال» أوديناثوس «في القرن السادس من أجل الإمبراطورية الرومانية المسيحية، كما فعل سلفه في القرن الثالث من أجل الإمبراطورية الوثنية»، بميول الإمبراطورة تيودورا الإمبراطورية، لم يستطع المنذر الاعتماد على أي دعمٍ مؤثرٍ في القسطنطينية. قضى البيزنطيون على الدرع العربي الغساني الذي حماهم من غزوات العرب الآخرين لقرونٍ طويلةٍ، وهو خطأٌ دفعه البيزنطيون غالياً مع بداية الفتوحات الإسلامية، وقد تزامن ذلك مع سنواتٍ قليلةٍ بعد تدمير مملكة اللخميون على أيدي الفرس، مما أدى إلى فتح فراغٍ في السلطة في شمال الجزيرة العربية والذي ستملأه الدولة الإسلامية الوليدة في وقتٍ لاحقٍ، تم تدمير الامبراطورية الفارسية وخسارة البيزنطية للكثير من الأراضي من قبل العرب الراشدين وهذا كان مثل عقوبةٍ لما فعله الفرس والبيزنطيين بالعرب المسيحيين (الغساسنة واللخميون).
ترك الغساسنة إرثًا ثَقَافِيًّا مُهِمًّا أيضًا، كان رعايتهم للكنيسة السريانية الأحادية المهيمنة حاسمةً لبقائها وإحيائها، وحتى انتشارها، من خلال الأنشطة التبشيرية، إلى الجنوب في الجزيرة العربية. وفقًا لمؤرخ «وارويك بال»، يمكن القول إن ترقية الغساسنة لشكلٍ أبسطٍ وأكثر توحيديةً من المسيحية في سياقٍ عربيٍ محددٍ أشبه بالإسلام، والمباني تعطي التوصيفات الباقية للمحاكم الغسانية صورةً عن الفخامة والحياة الثقافية النشطة، مع رعاية الفنون والموسيقى وخاصةً الشعر العربي، على حد تعبير الكرة، «كانت المحاكم الغسانية أهم مراكز للشعر العربي قبل ظهور محاكم الخليفة في ظل الإسلام»، وكانت ثقافتهم في البلاط، بما في ذلك ميلهم إلى القصور الصحراوية مثل قصر ابن وردان الذي كان نموذجًا للخلفاء الأمويون ومحكمته (في الوقت الحاضر عُرِفت باسم قاعة الجمهور الخاصة أو المنصة) في سيرجوبوليس، حيث توجد نقوشٌ باللغة اليونانية تحتفل بالمنذر، كان سيرجوبوليس (الرصافة اليوم) موقعًا ذا أهميةٍ خاصةٍ بسبب شعبية عبادة القديس سرجيوس بين العرب، وكان أيضًا محور نشاط البناء الأموي في وقتٍ لاحقٍ.